# Кальви (округ)
Кальви (фр. Calvi) — округ (фр. Arrondissement) во Франции, один из округов в регионе Корсика. Департамент округа — Верхняя Корсика. Супрефектура — Кальви.
Население округа на 2006 год составляло 19 395 человек. Плотность населения составляет 23 чел./км². Площадь округа составляет всего 861 км².